# 武尔夫森
武尔夫森是德国下萨克森州的一个市镇。总面积8.42平方公里，总人口1654人，其中男性789人，女性865人（2011年12月31日），人口密度196人/平方公里。